# Маунт Върнън
Вижте пояснителната страница за други значения на Маунт Върнън.
Маунт Върнън (на английски: Mount Vernon) е бивша плантация на Джордж Вашингтон близо до град Александрия в окръг Феърфакс, щата Вирджиния, на брега на река Потомак, на 24 km южно от столицата Вашингтон. От 1960 г. има статут на национален исторически паметник.
Имението носи името на британския адмирал Едуард Върнън и е наречено на него от големия брат на Вашингтон. Джордж Вашингтон наследява плантацията през 1751 г. и строи редица сгради, включително двуетажна жилищна сграда (1757). Той обитава Маунт Върнън в промеждутъците между изпълнение на държавните си задължения и до самата си смърт през 1799 г. В имението са запазени мебели и лични вещи на първия президент на САЩ. Той е погребан тук заедно със съпругата си Марта.